# Buchnerodendron
Buchnerodendron är ett släkte av tvåhjärtbladiga växter. Buchnerodendron ingår i familjen Achariaceae.
Kladogram enligt Catalogue of Life:
| Buchnerodendron | \| \| Buchnerodendron lasiocalyx \| \| \| \| \| \| Buchnerodendron speciosum \| \| \| \| |
|                 | \| \| Buchnerodendron lasiocalyx \| \| \| \| \| \| Buchnerodendron speciosum \| \| \| \| |
|                 | Buchnerodendron lasiocalyx                                                               |
|                 |                                                                                          |
|                 | Buchnerodendron speciosum                                                                |
|                 |                                                                                          |